# Bad Tabarz
Bad Tabarz è un comune tedesco di 4 147 abitanti, appartenente al Land della Turingia. 

## Storia
Fino al 2017 il comune era denominato «Tabarz/Thür. Wald»; in tale data assunse la nuova denominazione.

### Esplicative
1. ↑  Letteralmente: «Tabarz Terme».
2. ↑  Abbreviazione di Tabarz/Thüringer Wald, letteralmente: «Tabarz/Selva di Turingia».

### Bibliografiche
1. 1 2  Ente statistico della Turingia - Dati sulla popolazione
2. ↑  (DE) Tabarz darf sich jetzt "Bad Tabarz" nennen, su welt.de.